# Arte preistorica
Con il termine arte preistorica si intendono tutte quelle manifestazioni artistiche che appartengono al periodo preistorico, dal paleolitico fino all'età del bronzo.
Il periodo preistorico si prolunga per circa seicentomila anni (approssimativamente dal 650.000 a.C. al 4000 a.C.) concludendosi con la comparsa della scrittura, dividendosi in tre principali periodi, il paleolitico, il neolitico e l'età del bronzo. L'arte preistorica nel periodo del Paleolitico ha principalmente scopi magici e propiziatori, mentre successivamente nel Neolitico essa acquisisce scopi ornamentali. In seguito, infatti, l'arte assumerà un valore maggiormente decorativo, sganciandosi dal mondo religioso.

## Paleolitico
La maggior parte dei  primi oggetti prodotti dall'uomo ai quali si possa attribuire una validità artistica risalgono alle culture collocate tra Musteriano e Aurignaziano circa 30-40000 anni fa, durante il paleolitico dell'Homo sapiens e neanderthalensis. Si riconosce una intenzionalità artistica quando nell'oggetto non si ritrova un'utilità pratica evidente. Una forte capacità fantastica di creare e immaginare, di cui l'espressione "artistica" è solo una delle forme, è stata forse uno dei motivi della superiorità di uomini quali i Cro-Magnon sulle altre specie umane allora concorrenti.

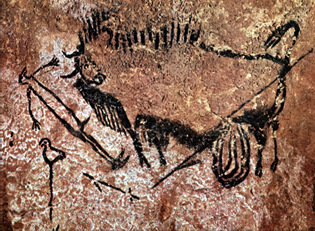
Arte del paleolitico, Scena di Caccia, grotte di Lascaux, Francia

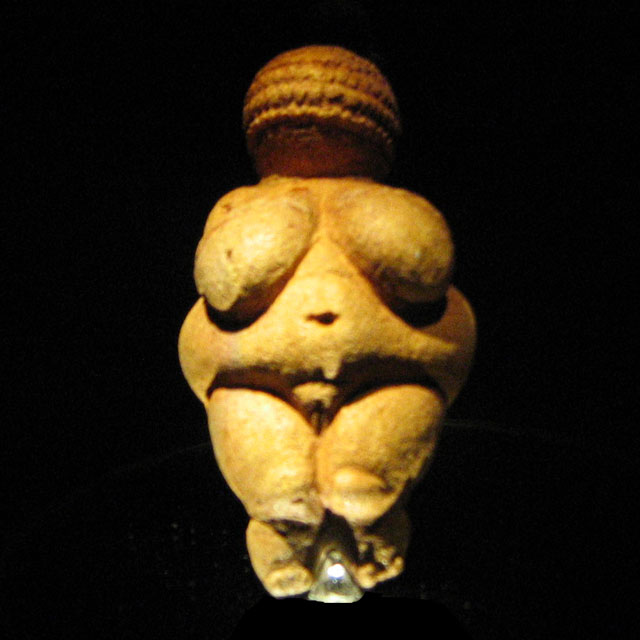
Venere di Willendorf una delle più famose veneri paleolitiche.

Essendo gli uomini di quella fase prevalentemente raccoglitori e cacciatori che vivevano a strettissimo contatto con la natura, i loro primissimi oggetti artistici riproducevano animali selvaggi e scene di caccia, con significati probabilmente anche magici e propiziatori. L'arte del paleolitico è per lo più composta da dipinti murali (in grotte e caverne) e piccole sculture rappresentanti entità femminili, scolpite e incise in materiali come corno, osso, avorio, pietra, lavorate con una pietra acuminata. Purtroppo eventuali oggetti in pelle, legno, vestiario o altri materiali deperibili sono andati irrimediabilmente perduti, così come il patrimonio culturale orale.
Tra le ipotesi più accreditate inerenti l'obiettivo di questi oggetti a noi pervenuti vi è quella che sostiene si tratti di opere a carattere propiziatorio per la caccia e la nascita: attività intrinseche alla sopravvivenza. Nelle rappresentazioni femminili sembrerebbero accentuate le caratteristiche di fecondità con i fianchi, i seni e ovviamente il ventre prominenti. Nei dipinti rupestri sono raffigurati animali caratterizzati da un valore simbolico molto alto, ma a noi in gran parte sconosciuto (bisonti, mammuth, cavalli). Gli animali erano spesso ritratti isolati, con impasti di terre rosse e gialle, grasso animale e sangue. Nelle pitture più elaborate venivano anche rappresentate più scene in successione della battuta di caccia, ma sono estremamente rare. Gli animali "galleggiano" in uno spazio non definito, a volte sovrapposti.
Sorprende invero la grande abilità tecnica di chi ha eseguito tali dipinti, che ben poco hanno di primitivo. Sin dai primi esemplari si ravvisano tridimensionalità, prospettive insolite, maestria nell'uso del colore, nell'utilizzare le asperità del terreno e nel delineare le forme. Tanto più sorprendente se si considera che i dipinti venivano eseguiti in posizioni scomode, usando materiali deperibili e con la sola illuminazione della luce tremolante di torce.
Se grande attenzione veniva concessa al ritratto degli animali, assenti sono invece i riferimenti naturalistici (fiori, alberi, paesaggio) e anche la figura umana - comunque rarissima - era spesso invece solo abbozzata, priva di anatomia esatta, ma semmai in pose essenzialmente espressive o con tratti semiumani, come nella scena del pozzo di Lascaux. Solo nelle statuette si dava maggior risalto ad alcune parti del corpo umano, ma, come nel caso di quelle legate alla fertilità (le famose Veneri preistoriche o le sculture falliche), era probabilmente legato comunque a precisi scopi propiziatori. Fra queste la più nota è la Venere di Willendorf, risalente al paleolitico superiore, di piccole dimensioni (11 cm di altezza) in cui i glutei, i seni, il ventre sono accentuati e una particolare acconciatura nasconde la presenza del viso.
Da segnalare l'impronta della mano dipinta in molte grotte, forse il primo segno di "individualità" nella storia dell'uomo.
Gli Artigli d'aquila forse degli ornamenti, dei gioielli, ritrovati a Krapina in Croazia e risalenti a circa 130.000 anni, sono considerati da alcuni antropologi come un raro esempio di arte degli Uomini del Neanderthal.
Tra le espressioni artistiche del paleolitico superiore si segnalano le pietre dipinte della sepoltura ritrovata ai Ripari Villabruna nel Veneto, risalenti a circa 11.000 a.C., che rappresentano un rilevante esempio artistico - religiose preistorico..

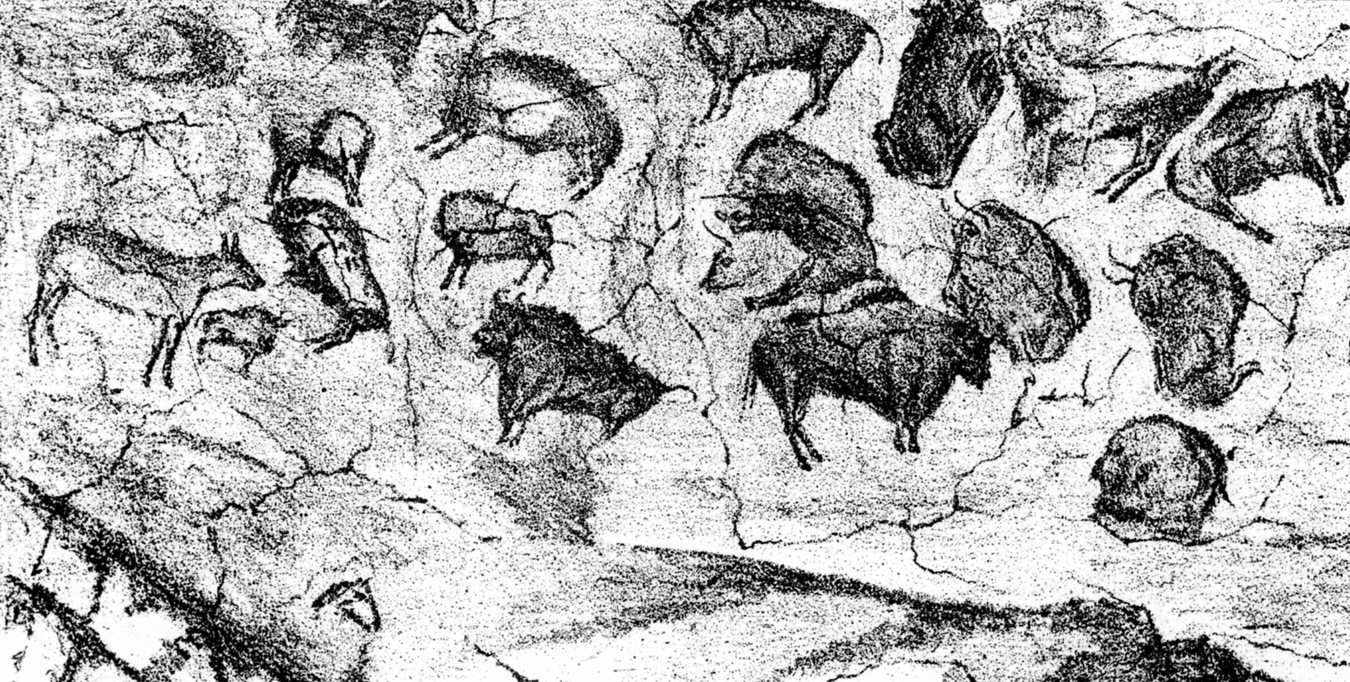
Grotta di Altamira, Spagna
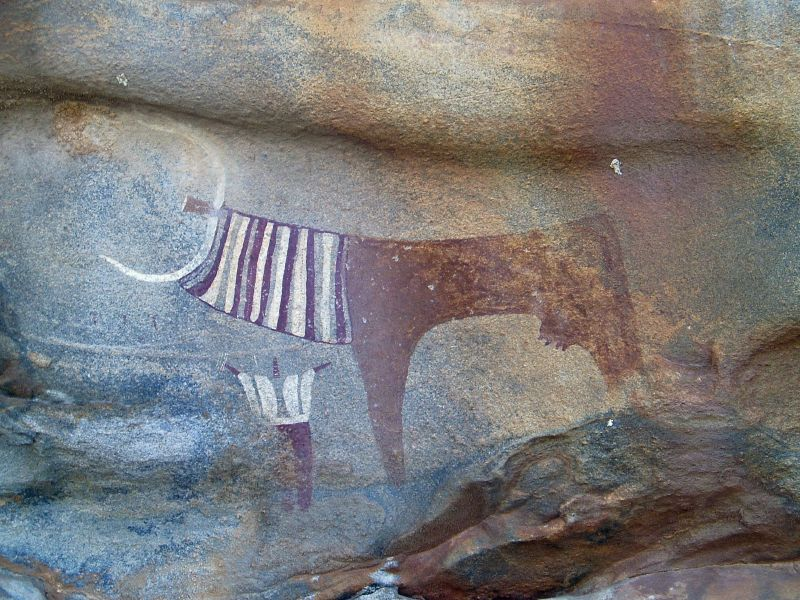
"Uomo e Mucca",Laas Gaal, Hargheisa, Somalia
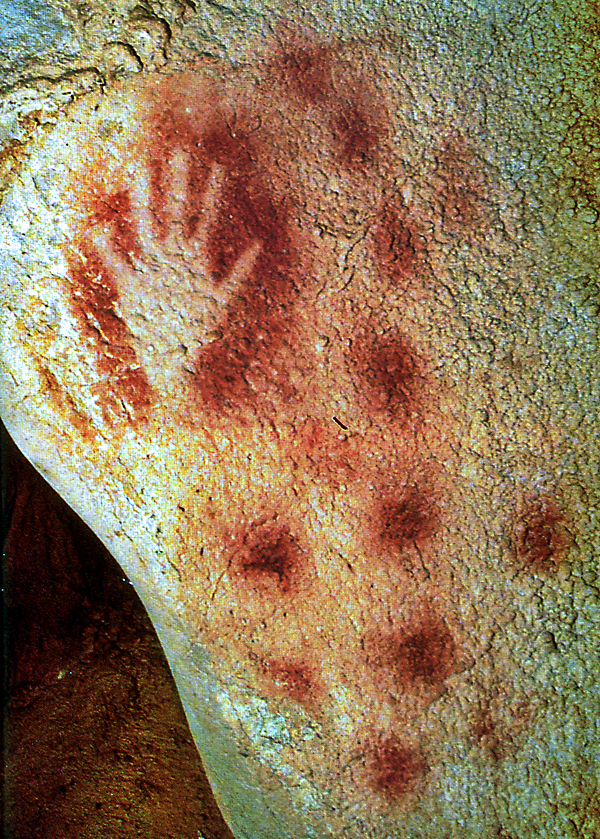
Mano a negativo (ottenuta soffiando il pigmento), Grotta del Pech-Merle, Lot, Francia
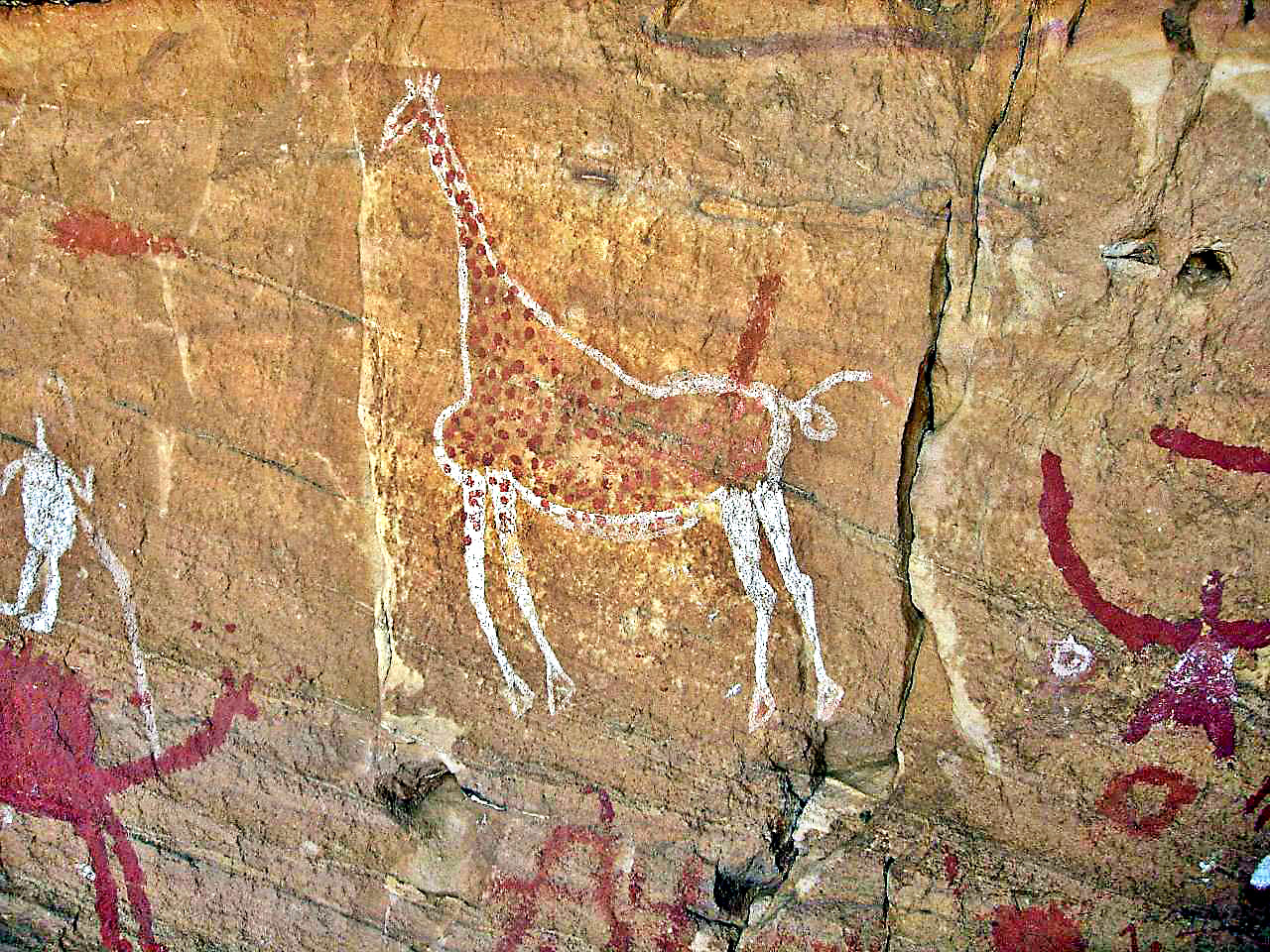
Giraffa, Acacus, Libia

## Neolitico

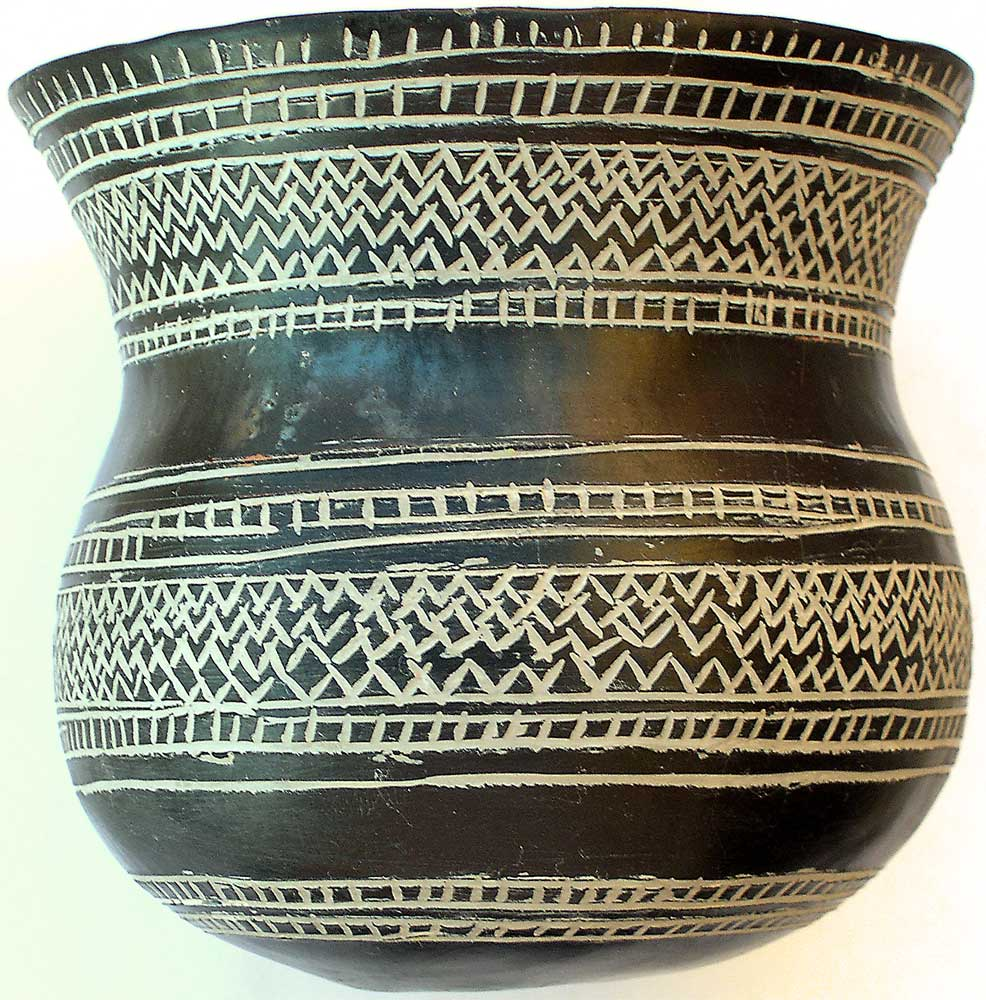
Vaso a decorazione geometrica (replica), Museo Arqueológico Nacional de España, Madrid

Nel neolitico, o "nuova età della Pietra", (VI millennio a.C.-III millennio a.C.) si ebbe il fondamentale passaggio all'agricoltura ed all'allevamento, con gli individui organizzati in villaggi.
Risale a questo periodo l'attenzione al sole, alle stagioni, ai fenomeni atmosferici. Risalgono a questo periodo i primi oggetti in argilla (in molte regioni di Asia ed Europa), gli utensili domestici e soprattutto vasi ed anfore, dove comparvero animali e figure umane stilizzate. Le raffigurazioni di drammatica narrazione delle scene di caccia vanno a sparire, lasciando il campo ad una decorazione di oggetti con disegni geometrici e piuttosto rigidi. La figura umana viene ancora maggiormente stilizzata. Alcuni segni rapidi e ripetuti sono indicati come i possibili primi passi verso una scrittura per immagini. Una forma di comunicazione espressiva extralinguistica è rappresentata dall'arte pittorica parietale in grotta, il cui più importante esempio è costituito dai circa 3000 pittogrammi in ocra rossa e guano di pipistrello presenti in una cavità ipogea di Porto Badisco nel basso Salento in Puglia con rappresentazioni di scene di caccia ai cervi (da cui il nome della Grotta), immagini antropomorfe e zoomorfe stilizzate, oggetti d'uso, simboli magici e numerose forme geometriche emblematico-astratte del tutto misteriose databili tra i 6000 e i 5000 anni addietro.
Risalgono a quest'epoca le prime incisioni rupestri della Val Camonica, che nel corso dei secoli sarebbero arrivate a contare oltre centoquarantamila petroglifi.

## Età del bronzo
Dal III millennio a.C. si svilupparono le tecniche di fusione del bronzo, basilari nell'elaborazione di armi da caccia e da guerra. Nell'uso del bronzo ritrovarono un materiale più duttile e malleabile, ma soprattutto molto più longevo del rame.